# Lesotho a 2013-as úszó-világbajnokságon
Lesotho egy úszóval vett részt a 2013-as úszó-világbajnokságon, aki két versenyszámban indult.

## Úszás
Férfi
| Versenyző      | Verseny               | Selejtező  | Selejtező  | Elődöntő          | Elődöntő          | Döntő             | Döntő             |
| Versenyző      | Verseny               | Idő        | Helyezés   | Idő               | Helyezés          | Idő               | Helyezés          |
| -------------- | --------------------- | ---------- | ---------- | ----------------- | ----------------- | ----------------- | ----------------- |
| Khahliso Mpeta | 50 méteres gyorsúszás | Nem indult | Nem indult | Nem jutott tovább | Nem jutott tovább | Nem jutott tovább | Nem jutott tovább |
| Khahliso Mpeta | 50 méteres mellúszás  | Nem indult | Nem indult | Nem jutott tovább | Nem jutott tovább | Nem jutott tovább | Nem jutott tovább |